# Stazione di San Damiano d'Asti
La stazione di San Damiano d'Asti è una stazione ferroviaria posta sulla ferrovia Torino-Genova.
La stazione, che dal 1935 prende il nome dal comune limitrofo di San Damiano d'Asti, è posta nel centro abitato di Vaglierano Basso, frazione del comune di Asti.

## Storia

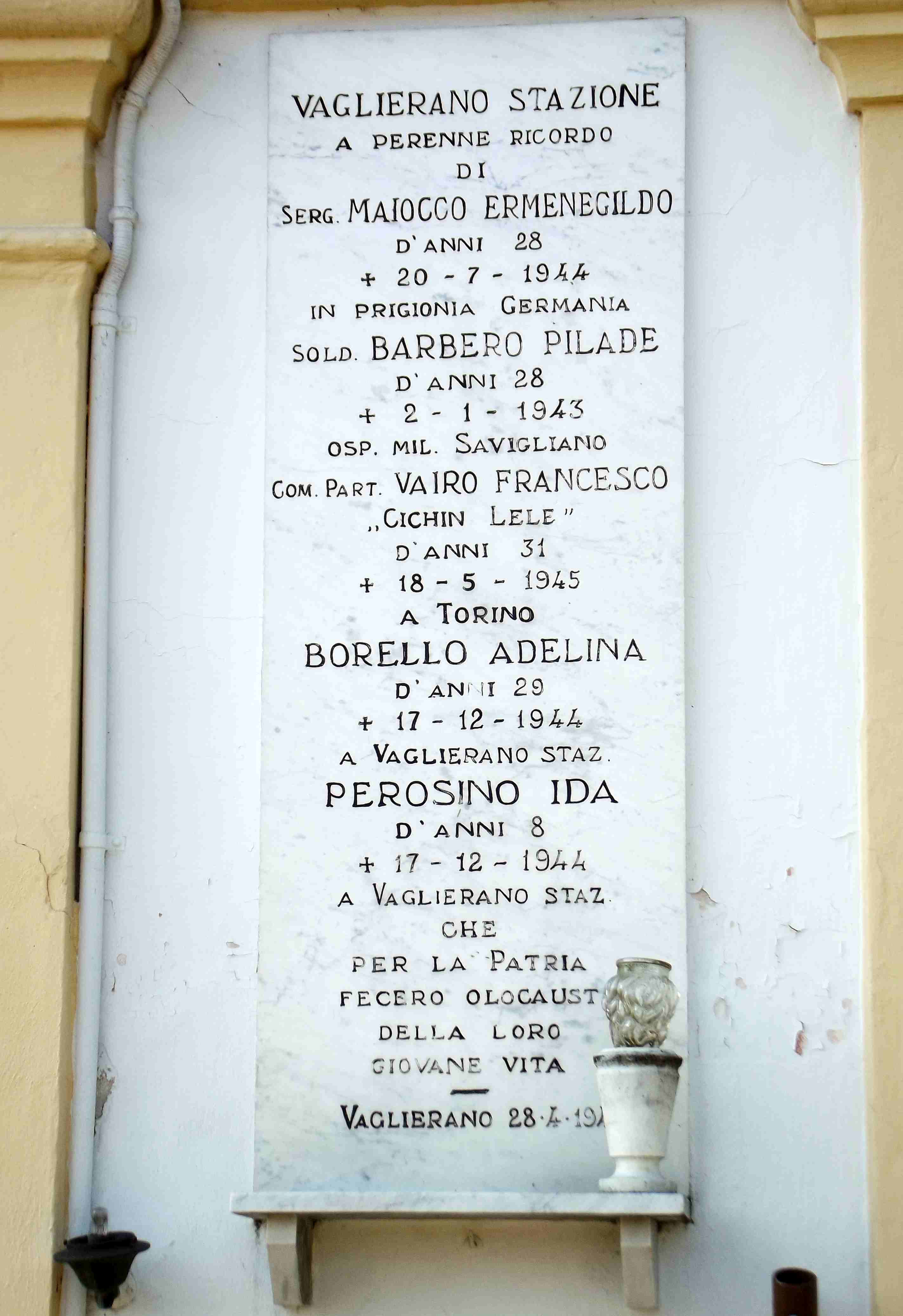
Lapide in memoria dei caduti di Vaglierano Stazione

La stazione fu costruita nel 1849 all'apertura della tratta Trofarello-Asti. In origine era a servizio del comune di Vaglierano, ma, con la sua soppressione nel 2001, perse la denominazione di "Stazione di Vaglierano".
È stata declassata a fermata dal 30 novembre 2014.

## Strutture ed impianti
La fermata dispone di un fabbricato viaggiatori sviluppato su due piani. Esso presenta una caratteristica pianta "ad L", in quanto la parte sinistra della facciata si estrude sul lato strada su ambo i piani. Parte del piano terreno è aperta all'utenza, in quanto ospita una sala d'attesa dotata anche di pannelli informativi. Accanto alla sala è collocato il dirigente movimento. Nelle immediate vicinanze del FV è presente un ulteriore edificio di servizio, inaccessibile all'utenza.
La fermata comprende 2 binari passanti dedicati al servizio passeggeri, entrambi dotati di una propria banchina. Tali banchine sono collegate mediante un sottopasso pedonale e parzialmente coperte da tettoie in metallo. Al di sotto della copertura del primo binario trovano riparo alcuni servizi ai viaggiatori, quali un'obliteratrice, due monitor per le partenze dei treni (uno a LED, in funzione, l'altro non più in uso al 2019), un pannello informativo cartaceo e una biglietteria automatica, al 2019 non più in funzione.

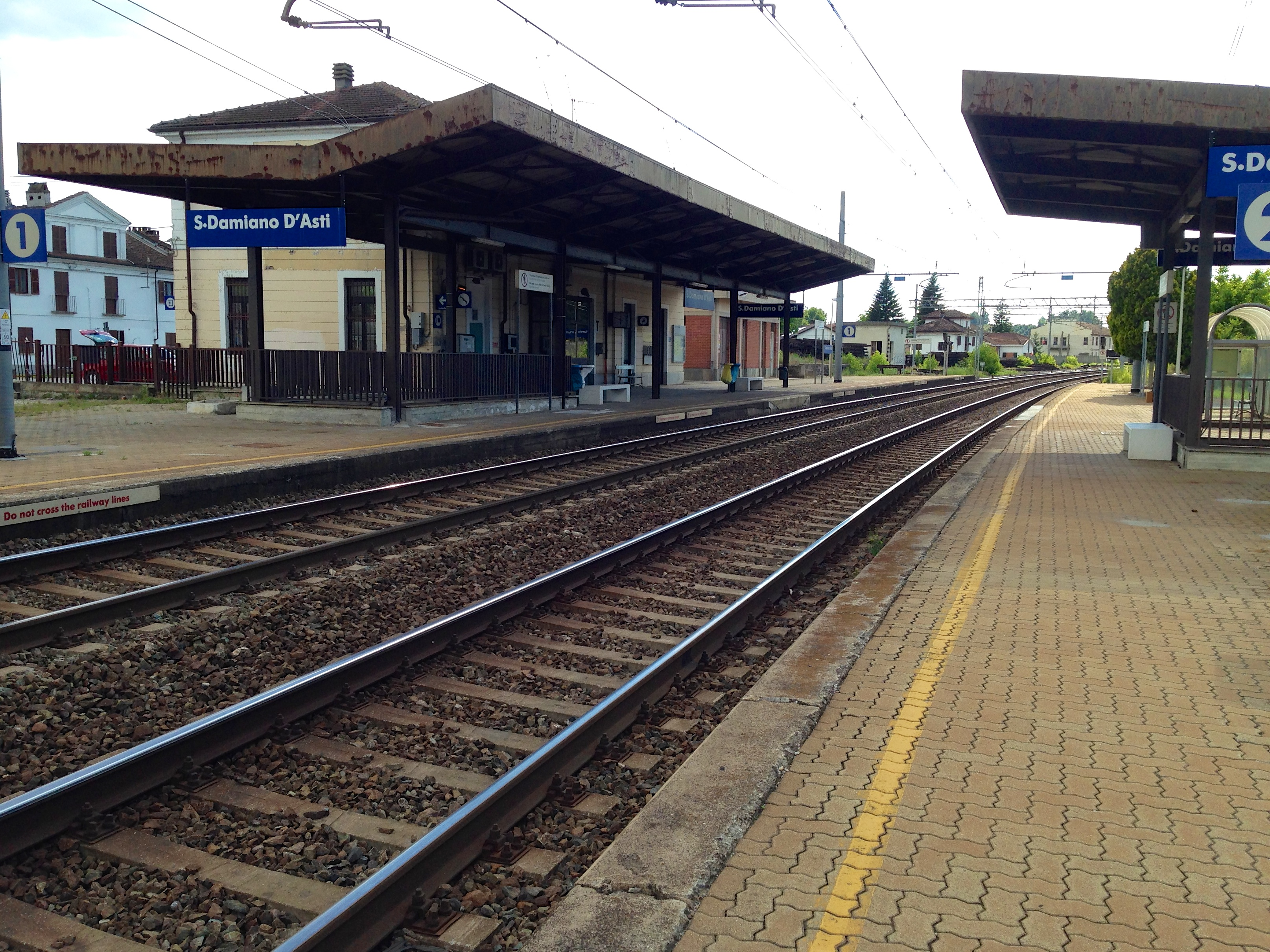
Il lato binari

Erano inoltre presenti alcuni binari tronchi a servizio dell'area dello scalo merci dismesso; al 2019 questi risultano asportati.

## Movimento
La fermata è servita dalla linea 6 del servizio ferroviario metropolitano di Torino, Torino Stura-Asti, sulla base del contratto di servizio stipulato con Regione Piemonte.

## Interscambi
Nei pressi della stazione è attuato l'interscambio con alcune linee di autobus extraurbani.
Fra il 1882 e il 1935 presso la stazione era possibile l'interscambio con i convogli in servizio sulla tranvia Asti-Canale.

## Servizi
La stazione, classificata da RFI in categoria 'Bronze', dispone dei seguenti servizi:
- Servizi igienici
- Sala di attesa